# Kiteretsu
Kiteretsu (キテレツ大百科 Kiteretsu Daihyakka?), literalmente, "Gran Enciclopedia Kiteretsu" y abreviado comúnmente como Kiteretsu, es una serie de manga de Fujiko Fujio y posteriormente Fujiko F. Fujio, que se publicó en la revista infantil Kodomo no Hikari entre abril de 1974 y julio de 1977. El manga fue convertido posteriormente en una serie televisiva de anime de 331 episodios que se emitió en Fuji TV entre el 27 de marzo de 1988 y el 9 de junio de 1996. La serie se licenció en España por LUK Internacional bajo el título de "Kiteretsu, el primo más listo de Nobita".
Existen muchas similitudes en la apariencia y presentación de los protagonistas con el anime de Doraemon, del mismo autor, porque de hecho, son los mismos universos. Este hecho ha provocado que a Kiteretsu se le presente como "el primo listo de Nobita", lo cual es canon, y se ha convertido en la marca de Kiteretsu en Europa, por Luk Internacional. La historia se desarrolla en el distrito ficticio de Hyōno-chō, que se puede suponer que por las características del paisaje, es el barrio Musashino de Tokio.

## Trama
La serie narra la historia y aventuras de un niño genio inventor científico llamado Eiichi Kite, apodado Kiteretsu. Kiteretsu es un estudiante de primaria al que le encanta inventar, y que crea varios inventos basándose en el libro "Kiteretsu Daihyakka" (Gran Enciclopedia Kiteretsu) que le dejó su antepasado D. Kiteretsu, un inventor durante el periodo Edo. A la edad de seis años construyó un robot de compañía llamado Korosuke que luego le acompaña en todas sus aventuras. En japonés Kiteretsu (奇天烈) es un adjetivo que significa "muy raro" o "muy extraño." 

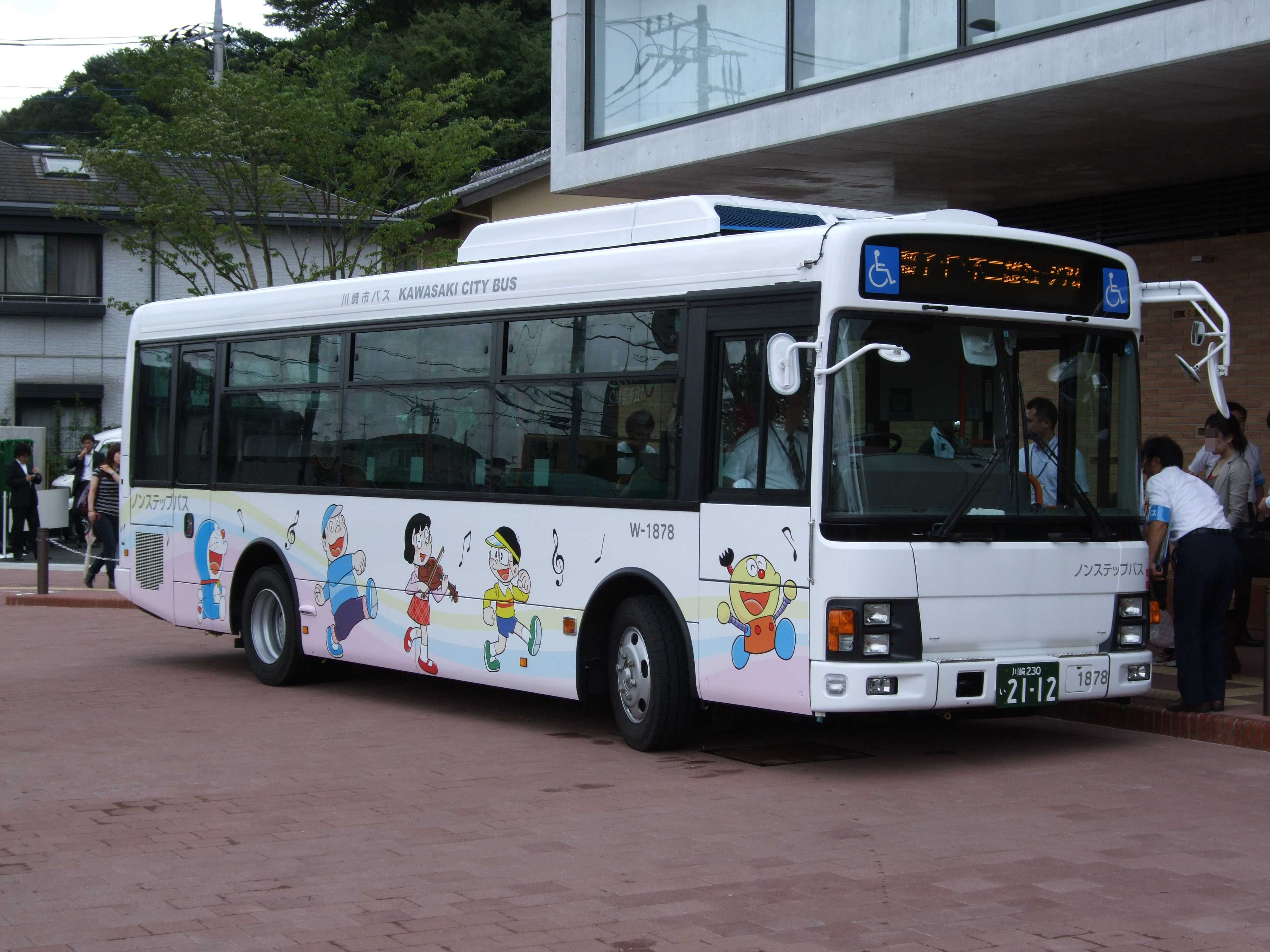
Dibujo de Kiteretsu y sus amigos en el autobús que conduce al Museo Fujiko F Fujio.

Los capítulos giran alrededor de los inventos y el caos que invariablemente causan. Kiteretsu viaja frecuentemente en el tiempo junto con sus amigos y Korosuke en la máquina del tiempo que construyó. Tiene amigos como Miyoko Nonohana, una niña de su barrio de quien está enamorado, Gorila (Kumada Kaoru), un típico abusón de barrio y su amigo Tongari, que con frecuencia antagonizan a Korosuke (aunque están en la escuela primaria).

## Personajes
- Eiichi Kite (Kiteretsu) - 木手英一 (キテレツ): Sus amigos le llaman Kiteretsu, porque su antepasado se llama Kiteretsu. Es un chico de 11 años normal y corriente que vive en Tokio, pero tiene la capacidad de inventar que aprendió de la enciclopedia de su antepasado, el Maestro Kiteretsu, la cual sólo se puede leer con unas gafas que él mismo construyó, y que también sirven para corregir su miopía. Kiteretsu fabricó a Korosuke, un robot que se cree un samurái. Junto sus amigos Korosuke, Miyoko, Tongari y Gorila le pasará de todo. Su mayor sueño es ver su antepasado el Maestro Kiteretsu y casarse con Miyoko, lo cual se cumple. Lleva un polo aguamarina, pantalones cortos y una visera con una "K" estilizada, (K de Kiteretsu), y mide 1,46 metros de altura.Es débil en el Deporte, pero es un prodigio en las máquinas.Sus padres son Michiko Kite y Eitaro Kite, que es su padre, y que guardó la enciclopedia de pequeño, pero que no pudo hacer nunca inventos porque su padre le gritaba que "no hiciera el idiota y empleara su tiempo en estudiar" y porque su familia era muy pobre. Es uno de los pocos personajes de las obras de Fujiko Fujio que es brillante, inteligente y talentoso, si bien no es bueno en los deportes. Por otro lado, no le gusta hacer trampas con sus inventos y cree en desafiar las dificultades con sus propias fuerzas.

- Korosuke (Koro) - コロ助　(コロ): Es un robot que tiene voluntad, emociones y puede hablar. Es un robot con la apariencia y comportamiento de un niño de cinco años, que dice ser samurái. Está hecho con los tubos de una aspiradora, un balde y una pelota, y mide 50 centímetros de altura, 30 de anchura y pesa 10 kilogramos. Lleva un sable y siempre amenaza con cortarse la coleta para conseguir lo que busca. Lo creó Kiteretsu cuando tenía seis años, y desde entonces son amigos. Habla en japonés antiguo.

- Miyoko Nonohana - 野々花みよこ: También le llaman Miyo. Es la única chica del grupo que trabaja como protagonista, y cumple básicamente la función de Shizuka Minamoto de Doraemon en Kiteretsu. Es lista, toca el piano y es atrevida uniéndose a cualquier plan. Es muy amiga de Koro, ayudándole en sus desventuras. Mide 1,44 metros de altura. Tiene un hermano mayor, Akinhiko Nonohana, que estudia en Hakodate. Su vestimenta solamente varía en que en verano lleva mangas cortas y en invierno, primavera y otoño mangas largas y unos pequeños tirantes, además de las ocasiones en las que lleva un vestido nuevo y elegante.

- Tongari Koichi - 小市とんがり: Es el mejor amigo de Gorila. Es un niño de familia muy rica, es decir, tiene el estereotipo de niño presumido e idiota, siendo como un clon algo rediseñado de Suneo Honekawa, aunque este no es cómo él. Aunque a veces le da miedo Gorila, presume delante de Kiteretsu, Korosuke y Gorila de sus juguetes extranjeros, aunque Gorila le pega y le obliga a ser su "esclavo". Lleva camiseta roja y pantalones cortos independientemente de la época del año, y mide 1,40 metros, siendo el más bajo del grupo. Le gusta mucho Satsuki Hanamaru.

- Kaoru Kumada (Gorila) - 熊田薫　(ブタゴリラ)- :Es un niño que trabaja como verdulero en la verdulería Yaohachi, junto sus padres. Es compañero de clase de Kiteretsu, Miyoko y Tongari, y mejor amigo de Tongari aunque siempre le pega y le manda ser su ayudante, obligándole hacer hasta los repartos. Llama a Koro cebollino como su padre, Kumahachi Kumada （熊田熊八）. Cuando habla enfadado dice la misma coletilla que su padre, ¡Verduras!. Siempre lleva, excepto cuando lleva esmoquin, una camiseta azul y una gorra. Mide 1,51 metros de altura, siendo el más alto del grupo. Le gusta mucho Taeko Sakurai. Puede compararsele con Takeshi Goda "Gigante", pero a diferencia de Gigante, Gorila siempre está dispuesto a ayudar en la tienda.

- Benzo Karino - 仮野弁増 Es muy pobre. Suele comer con los Kite, y vive en un apartamento justo a su lado. Es amigo de la pandilla, y suele ir de pícnic con ellos. Estudia como universitario (el ingreso le costó cinco años) y tiene novia, Yuki. Conduce un Mini inglés de color rojo, que no sabe conducir bien porque se marea al volante. Tiene hipermetropía, y gafas con espiral, lo cual le confiere un aire despistado.

- Maestro Kiteretsu -奇天烈先生: Es el antepasado de Kiteretsu y es el que escribió la enciclopedia y diseñó a Korosuke, además de crearlo en esa época. Proviene del siglo XVIII, trabajando para los señores feudales para ayudarles en sus problemas. Se le ha visto frecuentemente, porque tiene un navegador del tiempo como Kiteretsu.
- Satsuki Hanamaru - さつきはなまる Es una chica que aparece en la serie por primera vez cuando llega al colegio de Eiichi Kite y sus amigos. Es muy deportista, atractiva y muy trabajadora. Se hizo muy amiga de Eiichi y sus amigos, sobre todo de Tongari. Trabaja en un teatro llamado Kikunojio Hanamaru. Actúa como espadachina y doncella.
- Taeko Sakurai- 妙子桜井Es una hija de unos propietarios de unos baños públicos llamados "Baños Sakura". El trabajo no les va bien y se van a vivir a Nihigatha, y más tarde a E.U.A. Se ve mucho con sus amigos Eiichi y los demás y esquían en los Prats de Tengu. Está medio enamorada de Kaoru.

## Inventos
- Parches del amor: Sirven para enamorar a una persona de ti pegándole dicho parche en la espalda.

- El mando a distancia controlador de animales: Mediante este aparato, se puede manejar a voluntad a cualquier animal, pudiendo hacerle incluso hablar.

- El cohete de pólvora: Solo aparece una vez, porque Kiteretsu, tras causar un drama, descubre que aunque el cohete había pasado la estratosfera, se había estrellado contra un estudio de televisión.

- Navegador temporal: Invento que se usa durante toda la serie y que transporta a cualquier persona (máximo 6 por navegador) a cualquier etapa del tiempo.

- El subterráqueo: Este aparato tiene como principal función transportar bajo tierra a cuatro pasajeros y excavar. Para hacerlo funcionar, basta con gritar: ¡Subterráqueo!

- La pistola reductora: Permite reducir o agrandar el tamaño de los objetos a voluntad; puede transformar a un humano en una pulga y puede agrandar a una pulga al tamaño de un humano.

- El subterráqueo con periscopio incorporado: Ligera mejora del subterráqueo usada por muy poco tras el típico incidente (el mirón de bragas) con Miyoko.

- Las cápsulas de aumento de volumen de agua: Hacen que unas gotas de agua en una bañera la llenen y la desborden totalmente, pero hay que usarlo con todas las precauciones: Una sobredosis provocaría una inundación de dimensiones considerables.

- Pompas de jabón prácticamente irrompibles: Permiten viajar por el cielo mientras no le caiga agua encima; en ese caso, estallaría y se llenaría de agua.

- Las cápsulas de aumento de la edad: Se crece un lustro (5 años) por cápsula. Por lo tanto, si una niña de 6 años tomara 4 cápsulas, crecería hasta los 26 años de edad, pero solo por unas 2 horas. Más tarde actualizadas y convertidas en un martillo.

- El martillo aumentador de edad: Cumple la misma función que las cápsulas de las que hemos hablado anteriormente, pero tiene el poder de mantener los efectos durante el tiempo que se quiera, y además se puede seleccionar la edad exacta que se quiere tener.

- La placa a sus órdenes: Hace que la persona a la que se señale con la placa de frente esté a las órdenes del portador de la placa. Destacamos que su principal usuario es Gorila y también un ladrón.

- Máquina de terremotos: Causa un terremoto basándose en la Ley de Movimiento Armónico, y causa terremotos de distintos grados a elegir.

- La máquina del tiempo: Sirve para viajar al pasado para ver como era hace miles de años la ciudad,también cuando nació Kiteretsu,el futuro para ver la ciudad más moderna y sus padres viejos, Kiteretsu de mayor y para ver a Miyoko a casarse dentro de 20 años.

## Final
Hay dos finales alternativos para la serie, en manga y anime:
- En el manga, la madre de Kiteretsu tira la enciclopedia para que Eiichi estudie. Solo se salva una página para hacer un invento que sirve para oler aquello que se busca, pero a Eiichi le sale mal y decide dejar de fabricar los inventos.
-En el anime, el final es más complicado: un ladrón la roba, pero como no tiene las gafas especiales, piensa que son un puñado de papeles viejos, la tira y un camión de la basura se la lleva. Eiichi y sus amigos corren a buscarla al pasado para pedírsela al Maestro, al que encuentran enfermo. Ven entonces que Korosuke es una reproducción de un hijo suyo, muerto. Luego se dan cuenta de que los samuráis persiguen a Korosuke y al Maestro Kiteretsu le ayuda a huir, pero Koro se niega a hacerlo porque prefiere estar con su "padre". Eiichi y Korosuke se ponen de acuerdo y deciden verse en el futuro. Finalmente, Maestro y Koro huyen y el resto se va a 1996.